# Waschhaus (Nemours)

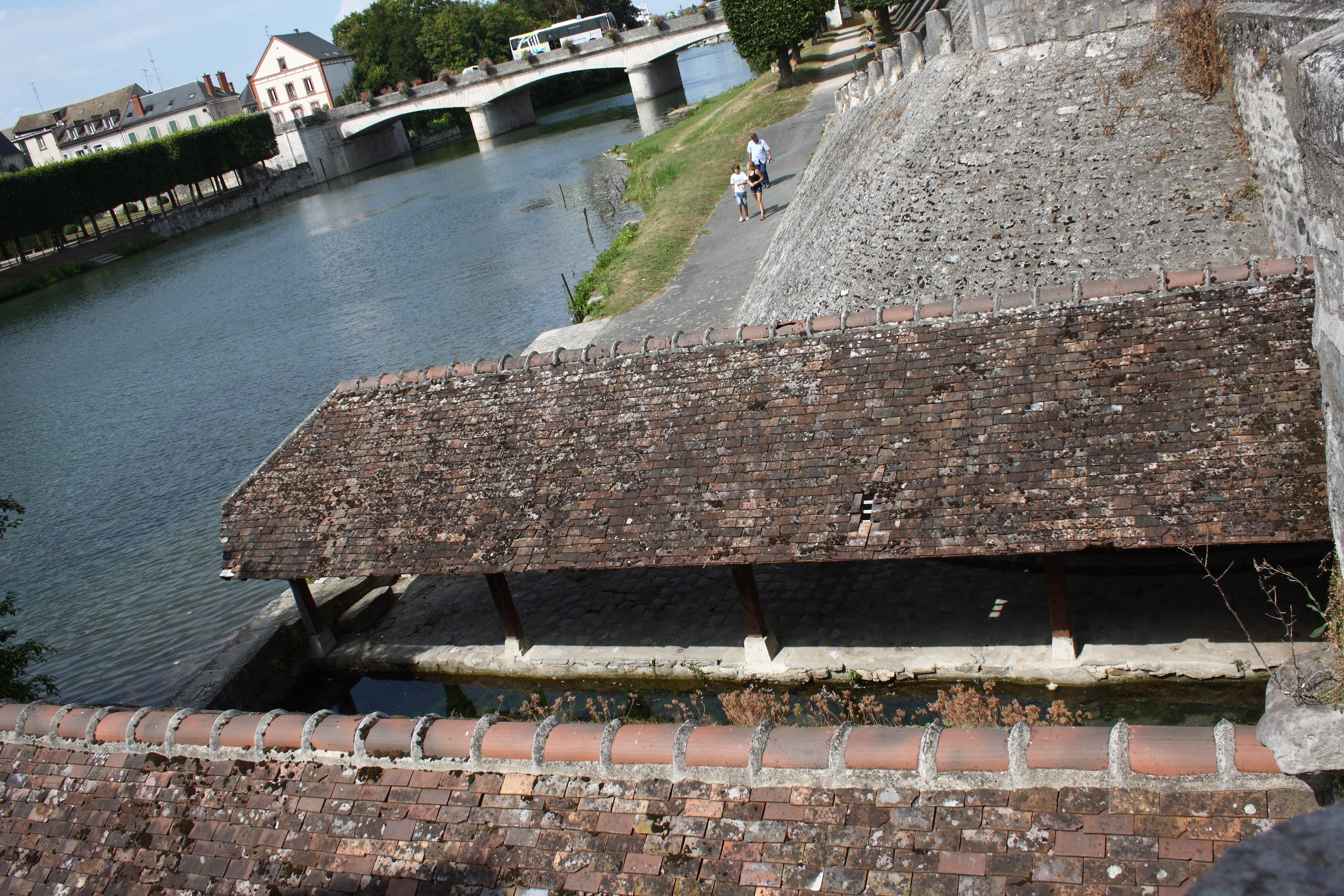
Waschhaus in Nemours

Das Waschhaus (französisch lavoir) in Nemours, einer französischen Stadt im Département Seine-et-Marne in der Region Île-de-France, wurde im 19. Jahrhundert errichtet.  
Das Waschhaus am Fluss Loing gehörte zum ehemaligen Krankenhaus, weshalb es auch als Lavoir de l'hopital bezeichnet wird. Das Pultdach ist mit Schiefer gedeckt.